# Орест фон Цопа
Орест Цопа, з 1894 року — Ріттер фон Цопа (нім. Orest Ritter von Zopa; 20 листопада 1886, Чернівці — ?) — австро-угорський і румунський офіцер, лейтенант лінкора австро-угорського флоту, командор румунського флоту.

## Біографія
Син викладача учительської семінарії Василя Цопи і його дружини Ангели, уродженої Ціргофер. Був хрещений в православній церкві Святого Миколая. Сім'я мешкала в Чернівцях по вулиці Глокенгассе, 4 (сучасна вул. Писарєва), потім – по вул. Герескулгассе, 8 (нині – вул. Щепкіна, 8).
Наприкінці ХVІІІ століття, у часи війн Франції із Австрією, один із предків Цопи за особисту звитягу був удостоєний дворянського титулу, а в 1894 році Василь Цопа з декількома близькими родичами довели своє споріднення з героїчним пращуром і отримали право успадкувати його титул лицаря.
Після закінчення 4-річної народної школи восени 1897 року Орест фон Цопа був записаний до 1-го класу Імператорсько-королівської вищої гімназії у Чернівцях. В тому ж році імператор Франц Йосиф І задовольнив клопотання його батька щодо направлення Ореста на навчання за казенний рахунок до військової школи. Після закінчення чотирьох класів військової школи, восени 1902 року Цопа поступив до Імператорської і королівської Морської академії у місті Фіуме.
У червні 1906 року Орест Цопа успішно закінчив курс навчання в Морській академії і 1 липня був прийнятий на службу до військово-морського флоту Австро-Угорщини морським кадетом. Після успішного дворічного студіювання на кадетських курсах флоту у Полі (головна база флоту) та практичних плавань на бойових кораблях у липні 1908 року його було підвищено до першого офіцерського чину – морського фенріха. Рік служби в морях Далекого Сходу на крейсерах «Імператриця Єлизавета» і «Леопард» для Цопи змінився направленням на вишкіл до військового гімнастично-фехтувального інституту (курси з підготовки військових спортивних інструкторів) у місті Вінер-Нойштадт, де його і застав у травні 1910 року указ про присвоєня звання лейтенанта фрегата. З вересня 1908 року Цопа викладав вихованцям Морської академії курс гімнастики, фехтування і плавання, а навесні 1911 року разом з ними здійснив навчальне плавання на крейсері «Імператриця Єлизавета». З серпня 1908 року він сам сідає за парту, як слухач офіцерських торпедних курсів, одночасно викладаючи в школі для матросів-новобранців, а через деякий час відвідує курси підготовки офіцерів для служби на підводних човнах. Однак із переведенням у підводні сили Цопі довелось почекати, оскільки на той час імператорський флот мав лише 6 субмарин і достатній запас офіцерів, підготовлених до служби на них. Протягом Балканських війн Цопа служив на кораблях, які перебували в зоні бойових дій.
1 травня 1914 року. Оресту Цопі було присвоєне звання лейтената лінкора , а 2 травня призначено на посаду резервного другого (старшого) офіцера для підводних човнів SM U-1 і SM U-2.

### Перша світова війна
Ще до початку війни, 14 липня 1914 року Цопу звільнили із кадрів командного складу підводних сил і перевели на берегову посаду в Полі.
З 18 листопада 1915 року —  командир підводного човна SM U-16. Цопа, який терміново прибув із Поли, мав лише короткий час для ознайомлення із своїм кораблем і екіпажем. Другим (старшим) офіцером був завзятий 24-річний лейтенант фрегата Пауль Герман Майкснер із Відня, а третім – 23-річний угорець, лейтенант фрегата Арпад Сельке. Всі унтер-офіцери і матроси (австрійці, угорці, хорвати і чехи) були досвідченими спеціалістали із тривалими строками кадрової служби на флоті. Човен був новим, введеним до ладу всього 40 днів тому, але вже здійснив два бойові походи на півночі Адріатики, а до Которської затоки прибув лише 7 листопада.
Про незручність, яка чекала його особисто, Орест Цопа давно знав, оскільки ця конструктивна особливість була притамання всім австрійським субмаринам. Маючи високий зріст, він вимушений був всередині човна постійно пересуватись зігнувшись і чіплятись головою за різноманітні перепони. Повністю випрямитись міг лише у центральному посту, з якого велося керування кораблем.
На наступний день після призначення нового командира, 19 листопада U-16 покинув Которську затоку і вийшов у море для патрулювання прибрежних вод Чорногорії і Албанії. Завданням субмарини було здійснення блокади з метою недопущення морських перевезень вояків противника і вантажів воєнного використання. У листопаді 1915 року був затриманий і потоплений італійський вітрильник «Уніоне», який таємно перевозив контрабандне паливо; у грудні того ж року полонили албанський моторний вітрильник «Фіоре Албаніа» з півсотнею вояків супротивника на борту і привели його до Которської затоки. U-16 здійснив декілька торпедних атак, які з технічних чи інших причин не принесли бажаного результату. А найбільше сил і енергії було витрачено на частий ремонт недосконалих механізмів власного човна. За короткий термін командування підводним човном Орест фон Цопа проявив себе активним, рішучим і талановитим підводником, в якого повірили і команда U-16, і командування флотом.
Ввечері 11 жовтня 1916 року, після термінового ремонту компасу, підводний човен Цопи вийшов у черговий бойовий похід, який виявився для нього останнім. Вночі 17 жовтня U-16 крейсирував південніше порту Валона у 2-х милях від берегу. О третій годині помітили вантажне судно і бойовий корабель, що рухалися вздовж узбережжя у південно-східному напрямку. Як з\’ясувалося пізніше, це були: пароплав «Борміда», який з італійськими вояками на борту прямував із Валони до південно-албанського порту Санті-Куаранта та італійський есмінець «Нембо», що супроводжував транспорт з метою захисту його від підводних човнів противника. Натомість U-16 мав завдання протилежного характеру. Човен занурився під воду і пішов услід конвою паралельним курсом.
Командир вирішив у першу чергу нанести удар по «Борміді» і розпочав бойове маневрування, однак через помилку рульового підводний човен пропустив найкращий момент для атаки на пароплав, зате виявилося, що у приціл входить есмінець, по якому і вистрілили першою торпедою. Постріл був влучним, свідченням чого став потужний вибух. Піднявши перископ, Цопа оглянув водну поверхню, знайшов на ній іще одну ціль і, вистріливши в її напрямку другу торпеду, дав команду на швидке занурення. Після того, як звук від детонації торпеди, що не схибила, досяг субмарини, Цопа віддав наказ спливати, однак зненацька потужний удар вдавив човен у глибину з величезною силою.
Обставини того, що сталося, прояснилися пізніше. Перший постріл по «Нембо» був влучним, але вибух, лише ушкодивши корабель, не вивів його з ладу. Цопа ж у нічній темряві помилився при розпізнанні ворожих одиниць і другу торпеду направив також у «Нембо». Есмінець натомість кинувся вперед, щоб знищити підводного напасника. Його гармати вели вогонь пірнаючими снарядами, скидались в море глибинні бомби. Влучний удар досяг підводного човна в той момент, коли в «Нембо» поцілила друга, вже смертельна для нього торпеда. Це був унікальний у морській історії випадок, коли підводний човен і есмінець взаємно потопили один одного.
Пасажири «Борміди» і частина команди були настільки вражені страхітливим видовищем нічного морського бою, що запанікували і розпочали масово покидати судно. Одні стрибали за борт, інші намагалися спустити шлюпки. Сама «Борміда» кинулась в бік берега, не цікавлячись долями ні потопельників із загиблого «Нембо», ні своїми пасажирами за бортом, ні власними плавзасобами, кинутими в морі. В результаті 80 італійських солдатів потонули в холодному морі.
З екіпажу есмінця «Нембо» загинуло 32 моряки на чолі з командиром корабля, капітаном 3 рангу Емануелем Руссо. Врятувались самостійно чи були врятовані 23 члени команди.
Після удару \”U16\” став стрімко провалюватися в глибину, але лейтенант Майкснер відразу пустив повітря в баластні цистерни і корабель повільно сплив на поверхню. Відразу виявили, що в носовій частині корпусу зіяла велика пробоїна, через яку вода з шумом заповняла внутрішній об’єм субмарини. Боротьба за живучість не мала сенсу, до загибелі корабля залишались лічені хвилини. За наказом командира було знищено шифри, вахтовий журнал і таємні документи. Цопа встиг проінструктувати екіпаж, як потрібно себе поводити  в разі попадання в полон, після чого наказав покинути човен. Через люк моряки піднялись на верхню палубу, командир вийшов останнім. Минуло рівно чотири хвилини після отримання U-16 смертельного удару.
Підводники попрощалися із своїм кораблем потрійним «ура», пролунала заздравниця на честь імператора, і люди почали стрибати в море. Майже відразу U-16 випустив із свого нутра останнє повітря і зник з водної поверхні. Рятувальних жилетів на човні не було, тому триматись на поверхні холодної осінньої води доводилось лише власними силами та за допомогою товаришів. Підводники намагались триматись спільно і пливти до берега. Через деякий час вони помітили порожню покинуту шлюпку з «Борміди» і двоє вправних плавців змогли допливти до неї. Вони розпочали скликати і витягувати з води своїх колег. Зібралось всього 14 членів екіпажу U-16, потім підібрали в морі рульового з «Нембо». Двоє моряків-підводників потонули. Рухаючись до берега, зустріли рятувальний плот, за який тримались четверо моряків з «Нембо». На пропозицію Цопи приєднатись до них, гардемарин  Ігнаціо Кастроджованні відповів «Ні!», а інші промовчали. Поважаючи їх вибір, насильно вантажити в баркас не стали.
Вранці шлюпка з підводниками добралась до берега, де вони у місцевих греків змогли дістати трохи цивільного одягу. Постало питання подальших дій. До лінії фронту напрямки біля 80 км, але пройти цю відстань гірським стежками змогли б не всі, адже серед моряків були поранені і хворі. Командир вирішив, що лейтенант Сельке разом із основною частиною команди має затаїтися у гостинних греків на певний час, після чого здатися в полон представникам італійської влади. Сам Орест Цопа разом з лейтенантом Майкснером і одним унтерофіцером попрямували пішки на північ, сподіваючись досягти лінії фронту і перетнути її, але вже наступного дня їх взяли в полон. Виявляється, коли пліт з італійськими моряками на чолі з гардемарином Кастроджованні досяг берега, останній негайно розшукав пост карабінерів, щоб повідомити про підводників з австрійської субмарини, які вже мали бути на суходолі. Групу Сельке знайшли і затримали відразу, а потім і трійцю Цопи.
Після полонення Цопу з товаришами верхи на мулах, зі зв’язаними руками, доставили у Валону, де помістили на лінкор «Реджина Маргерита». Бранців допитували вісім діб, намагаючись вивідати у них таємну інформацію. Згідно з нормами міжнародного права військовополонені були зобов’язані повідомити лише свої анкетні дані, розголошувати ж іншу службову інформацію вони не мали права. Відповідно, органи держав, які їх полонили, не могли застосовувати при допитах будь-який примус до полонених. Тортури не використовувались, однак заходи психологічного впливу італійські допитувачі вживали у повному обсязі. Та полонені підводники не зрадили присяги. Натомість відношення до Цопи з боку італійців стало абсолютно негативним, що потім дорого обійшлося полоненому офіцерові.
У листопаді Ореста Цопу морем перевезли в Італію, де помістили в табір для військовополонених офіцерів у містечку Конверсано. Умови утримання полонених в таборі були важкими: вікна з решітками, але без скла; приміщення були сирими і не отоплювались, погане харчування. Австро-угорським офіцерам настирливо пропонували переходити на італійську службу, обіцяючи за зраду грошову винагороду і звільнення з табору, а за відмову жорстоко карали. Після безрезультатних скарг комендату установи Орест Цопа направив звернення про порушення положень міжнародних конвенцій щодо гуманного відношення до військовополонених в посольство Іспанії, яке під час війни представляло інтереси Австро-Угорщини в Італії. Скаргу перехопили італійці і проти заявника розпочалися репресії. Проти Цопи порушили кримінальну справу і його ув’язнили на гауптвахті для нижніх чинів. Цопу тримали в сирій і темній підземній камері, позбавили права переписки і якісного харчування. Перебуваючи тривалий час у таких тяжких умовах, молодий і ще недавно фізично здоровий чоловік захворів на туберкульоз. Потім була камера для нижніх чинів військової тюрми в Барі, чотиримісячне слідство, суд і вирок — рік ув\’язнення у військовій тюрмі, якою була всесвітньо відома фортеця Сант-Ельмо в Неаполі. Медична допомога і лікування уже тяжко хворому офіцеру не надавалися навіть тоді, коли цього вимагали італійські лікарі. Лише коли його долею стало турбуватися посольство Іспанії, відношення до Ореста Цопи покращилося. У лютому 1918 року його перевели до шпиталю для військовополонених біля Пізи, де медична комісія з лікарем-генералом на чолі визнала його інвалідом внаслідок захворювання на туберкульоз.
Після тривалих переговорів 15 червня 1918 року Цопу звільнили з полону в порядку обміну військовополоненими між воюючими державами. Відразу після повернення у Австро-Угорщину він проходив тривале лікування, однак повністю відновити стан здоров’я було неможливим, тому, продовживши службу в підводних силах, він перебував у кадровому резерві в Полі.

### Після війни
Після взяття Поли італійськими військами Орест Цопа переїхав до Відня, де брав участь у ліквідації органу управління уже неіснуючим флотом — Морської секції Воєнного міністерства. До кінця літа 1919 року подальшу долю військовиків держави Габсбургів уже було в цілому визначено. Згідно з міждержавними угодами і проектами мирних договорів колишнім цісарським військовослужбовцям мали надавати громадянство тих держав, на території яких вони народилися. Ці ж держави були зобов\’язані забезпечити виплату їм пенсій по інвалідності та за вислугою років служби.
Територія Буковини ще в листопаді 1918 року була зайнята румунськими військами, а проектом мирного договору з Австрією передбачалася офіційна передача її до складу Королівства Румунія. Отже, підданим цієї держави, згідно з місцем свого народження, і мав стати колишній чернівчанин Орест Цопа. Румунське воєнне міністерство виявляло значний інтерес до прийому на службу у національному флоті колишніх австро-угорських морських офіцерів і кадетів, адже ці досвідчені морські фронтовики мали підвищити якісний рівень командного складу їх невеликих і досить відсталих військово-морських сил. Разом з іншими колегами Орест Цопа погодився на пропозицію перейти на військову службу Королівства Румунія.
В подальшому Цопа, уже в статусі румунського офіцера, продовжували службу у Відні, де забезпечував отримання кораблів, які при розподілі імператорського флоту між державами-переможцями дісталися Румунії, та прийом на румунську військову службу демобілізованих військовослужбовців австро-угорських збройних сил.
З квітня 1920 року, після завершення місії у Відні, Цопа продовжив службу в Бухаресті у воєнному міністерстві. У вересні того ж року він повінчався із своєю нареченою Верою Відмар, словенкою із Марибора, дочкою колишнього начальника поштового управління в Полі. В пари народився син Василь.
Через погіршення стану здоров’я Орест Цопа був вимушений змінити місце служби і з жовтня 1920 року розпочав викладати у Військово-морській школі, розташованій у місті Констанца 1 квітня 1922 року Орест Цопа у 35-річному віці був звільнений із служби у зв’язку з виходом на пенсію по інвалідності.
Після звільнення Цопа повернувся в Чернівці. У адресному довіднику Чернівців за 1924 рік вказано, що офіцер-інвалід Орест Цопа проживав по вул. Бераріеі, 33 (сучасна вул. Лук’яна Кобилиці). Згідно з довідником за 1927 року він мешкав по вул. Порумбулуі, 2. У червні 1935 р. капітан-командор Орест Цопа з дружиною і сином брали участь в похороні Франі Відмар, матері Вери Цопи, в Любляні. Із адресної книги Чернівців за 1936 р. встановлено, що Орест Цопа проживав по вул. Петру Рарес, 12 (тепер — вул. Буковинська).
3 серпня 1945 року указом короля Міхая I були підвищені звання офіцерам-інвалідам, зокрема, єдиному з них моряку, капітану-командору у відставці Оресту Цопі був присвоєний ранг командора у відставці. Подальша доля Цопи та його сім'ї невідома.

## Нагороди
- Ювілейний хрест
- Пам'ятний хрест 1912/13
- Хрест «За військові заслуги» (Австро-Угорщина) 3-го класу з військовою відзнакою (24 грудня 1915) — «на знак визнання хороброї поведінки перед ворогом.»
- Орден Залізної Корони 3-го класу з військовою відзнакою і мечами (15 серпня 1918) — «на знак визнання хороброї і успішної поведінки перед ворогом.»